# Serra do Ramalho (kommun)
Serra do Ramalho är en kommun i Brasilien.   Den ligger i delstaten Bahia, i den östra delen av landet, 500 km nordost om huvudstaden Brasília. Antalet invånare är 31 646.
Omgivningarna runt Serra do Ramalho är huvudsakligen savann. Runt Serra do Ramalho är det glesbefolkat, med 12 invånare per kvadratkilometer.